# Mortal Kombat (película de 2021)
Mortal Kombat es una película perteneciente al género de fantasía oscura, artes marciales y gore estadounidense del año 2021 dirigida por Simon McQuoid, en su debut como director, a partir de un guion de Greg Russo y Dave Callaham y una historia de Oren Uziel y Russo. Se basa en la franquicia de videojuegos del mismo nombre creada por Ed Boon y John Tobias, que sirve como reinicio de la serie de películas Mortal Kombat. La película está protagonizada por Lewis Tan, Jessica McNamee, Josh Lawson, Tadanobu Asano, Mehcad Brooks, Ludi Lin, Chin Han, Joe Taslim e Hiroyuki Sanada.
Tras el fracaso crítico y comercial de la película de 1997 Mortal Kombat: Aniquilación, el estudio decidió parar la producción de una tercera película por más de 20 años y no fue sino hasta finales de 2010 que Warner Bros. Pictures (cuya empresa matriz adquirió por completo la franquicia de Midway Games a mediados del 2009), y en el 2010 se comenzó a desarrollar una nueva película, con Kevin Tancharoen como director a partir de un guion escrito por Uziel a raíz de su cortometraje Mortal Kombat: Rebirth. James Wan fue anunciado como productor en agosto de 2015 y McQuoid fue contratado como director en noviembre de 2016 por el abandono de Tancharoen en la dirección años antes. La producción se llevó a cabo en Adelaide Studios en Adelaida y en otros lugares del sur de Australia. El rodaje comenzó de septiembre a diciembre de 2019.
Mortal Kombat fue lanzada por Warner Bros. Pictures y New Line Cinema a nivel internacional el 8 de abril de 2021, y fue lanzada en los Estados Unidos el 23 de abril, simultáneamente en cines IMAX y en el servicio de transmisión HBO Max. La película ha recaudado $83 millones en todo el mundo y se ha convertido en un éxito de streaming para HBO Max, siendo su lanzamiento cinematográfico más exitoso hasta la fecha. Una secuela del reinicio se encuentra en desarrollo, con Jeremy Slater como guionista.

## Argumento
En el Japón feudal del siglo XVII, los asesinos del clan Lin Kuei dirigidos por Bi-Han asesinan a los guerreros del clan rival Shirai Ryu, liderado por Hanzo Hasashi, incluidos la esposa y el hijo de Hanzo. Furioso por esto, Hanzo mata a los atacantes y lucha contra Bi-Han, pero éste le apuñala con su propio kunai. Un Hanzo moribundo le dice a Bi-Han que recuerde su rostro y muere, lo que provoca que su alma sea condenada al Infierno. Raiden, el Dios del Trueno, llega a la zona y se lleva al hijo sobreviviente recién nacido de Hanzo (del que Bi-Han no se había percatado), a un lugar seguro.
En el presente, el Mundo Exterior ha derrotado al Reino de la Tierra en nueve de los diez torneos conocidos como "Mortal Kombat"; si el Reino de la Tierra pierde el décimo torneo, las reglas establecen que será conquistado por el Mundo Exterior. Sin embargo, una antigua profecía afirma que la "sangre de Hanzo Hasashi" unirá a una nueva generación de campeones del Reino de la Tierra para impedir la victoria del Mundo Exterior. Consciente de ello, el hechicero devorador de almas Shang Tsung, que ha supervisado las últimas nueve victorias, envía a sus guerreros a matar a los campeones del Reino de la Tierra (identificados con una marca de dragón), antes de que comience el próximo torneo. Uno de estos campeones, un antiguo luchador profesional del MMA llamado Cole Young, es atacado junto a su familia por Bi-Han, que ahora se hace llamar Sub-Zero. Sin embargo, el comandante de las Fuerzas Especiales Jackson "Jax" Briggs rescata a los Young, dirigiéndolos a un lugar seguro y le advierte a Cole que se reúna con la general Sonya Blade. Jax se queda para luchar contra Sub-Zero, pero es derrotado y pierde sus brazos en el proceso.
Cole sigue a Sonya hasta su escondite, donde está interrogando a un mercenario australiano cautivo llamado Kano. Sonya revela que ella y Jax han estado investigando la existencia de Mortal Kombat, y que la marca del dragón puede ser transferida a cualquiera que mate al portador original. De repente, son atacados por Syzoth, el asesino saurian de Shang Tsung, pero Kano lo mata con la ayuda de Cole y Sonya. Viajan al templo de Raiden y conocen a los actuales campeones del Reino de la Tierra, Liu Kang y Kung Lao, antes de ser llevados ante Raiden, que critica a los recién llegados. Jax se les une, a quien Raiden lo rescató y le dotó de un conjunto de brazos mecánicos. Shang Tsung intenta atacar el templo, pero Raiden se lo impide, creando un escudo que protege a todo el templo. Mientras Sonya ayuda a Jax a recuperarse, Cole y Kano entrenan con Liu Kang y Kung Lao para desbloquear su "arcana", un poder especial y exclusivo de todos los portadores de la marca del dragón.
Durante una discusión, Kano logra despertar su "arcana" (dándole la capacidad de disparar un rayo láser por el ojo derecho), pero Cole es incapaz de despertar los suyos, a pesar de su insistencia. Decepcionado con Cole, Raiden lo envía de vuelta con su familia, al tiempo que revela que es descendiente de Hanzo. Shang Tsung reúne a sus guerreros, incluyendo a Kabal (el antiguo aliado de Kano), para atacar el templo. Kabal convence a Kano para que deserte del grupo y sabotee el escudo para poder entrar. Durante la refriega, Kung Lao asesina a la vampira Nitara con su propio sombrero, mientras que Jax despierta su "arcana", lo que le otorga una fuerza sobrehumana y armas mejoradas. Al mismo tiempo, los Young son atacados por Goro, el campeón y príncipe de los shokan del Mundo Exterior. Durante la pelea, Cole logra despertar su "arcana", lo que le otorga una armadura y un juego de tonfas. Mata empalando a Goro y regresa al templo de Raiden para ayudar a repeler el ataque. Al enterarse del "arcana" de Cole, Shang Tsung y Sub-Zero se enfurecen cuando Raiden revela el linaje de Cole antes de teletransportar a la mayoría de los luchadores del Reino de la Tierra al Vacío, un espacio seguro entre reinos. Sub-Zero intenta evitar que Cole sea teletransportado, pero Kung Lao salva a Cole de Sub-Zero y muere sacrificándose su vida cuando Shang Tsung le arrebata su alma.
Cole propone un plan para forzar a los campeones del Mundo Exterior a un combate singular con los del Reino de la Tierra antes de neutralizar juntos a Sub-Zero, forzando el torneo que Shang Tsung trató de impedir. Aceptando el plan, Raiden le da a Cole el kunai de Hanzo (que aún tiene la sangre de Hanzo), diciéndole que usándolo conseguiría que el espíritu de Hanzo luche a su lado y Raiden transporta a Cole y a sus aliados hasta sus objetivos. Mientras Jax derrota a Reiko y Liu Kang asesinando a Kabal para vencerlo y vengar la muerte de Kung Lao, Sonya mata a Kano y adquiere su marca del dragón, al tiempo que obtiene la habilidad de disparar ráfagas de energía púrpura como "arcana" propia, que las utiliza para ayudar a Cole y dar por muerta a Mileena. Mientras tanto, Sub-Zero secuestra a la familia de Cole para atraerlo a un combate uno contra uno y siendo superado por Sub-Zero, Cole utiliza el kunai y drena la sangre que queda en él, liberando a Hanzo del Infierno como el espectro vengativo, Scorpion. Al reconocer a Cole como su descendiente, Scorpion le ayuda a derrotar a Sub-Zero y a liberar a su familia antes de incinerar a Sub-Zero con las llamas del Infierno. Tras darle las gracias a Cole por liberarlo y pedirle que cuide de la línea de sangre Hasashi, Scorpion se marcha mientras llegan Raiden, los demás campeones y Shang Tsung.
Shang Tsung jura que la próxima vez como venganza, traerá ejércitos en lugar de luchadores individuales, mientras envía los cadáveres de sus campeones de vuelta al Mundo Exterior antes de que Raiden lo destierre. Raiden declara su intención de entrenar a nuevos guerreros para preparar el próximo torneo y encarga a sus actuales campeones que los recluten. Cole parte entonces hacia Los Ángeles en busca de la estrella de cine de artes marciales de Hollywood, Johnny Cage.

## Reparto
- Lewis Tan como Cole Young[8]
- Jessica McNamee como Sonya Blade
- Josh Lawson como Kano
- Tadanobu Asano como Lord Raiden
- Mehcad Brooks como Jackson "Jax" Briggs
- Ludi Lin como Liu Kang
- Chin Han como Shang Tsung
- Joe Taslim como Bi-Han / Sub-Zero[9]
- Hiroyuki Sanada como Hanzo Hasashi / Scorpion
- Max Huang como Kung Lao
- Sisi Stringer como Mileena[10]
- Mel Jarnson como Nitara[11]
- Nathan Jones como Reiko
- Daniel Nelson como Kabal[12]
  - Damon Herriman como la voz de Kabal
- Angus Sampson como la voz de Goro
- Matilda Kimber como Emily Young[13][14]
- Laura Brent como Alison Young[14]
- Yukiko Shinohara como Harumi Hasashi
- Ren Miyagawa como Satoshi "Jubei" Hasashi
- Mia Hall como Hija de Hanzo Hasashi
- Ian Streetz como Ramírez
- Dane Reese como Johnny Cage (sin acreditar)
- David Field como Referí de la MMA
- Kris McQuade como Piloto del avión

## Doblaje
| Personaje                | Actor original Estados Unidos | Actor de doblaje España | Actor de doblaje Hispanoamérica |
| ------------------------ | ----------------------------- | ----------------------- | ------------------------------- |
| Cole Young               | Lewis Tan                     | Javier Bañas            | Arturo Cataño                   |
| Sonya Blade              | Jessica McNamee               | Sara Iglesias           | Gabriela Ortiz                  |
| Kano                     | Josh Lawson                   | Pablo Irles             | Héctor Emmanuel Gómez           |
| Lord Raiden              | Tadanobu Asano                | Nacho Hijas             | Armando Coria                   |
| Jackson "Jax" Briggs     | Mehcad Brooks                 | César Martín            | Gerardo García                  |
| Liu Kang                 | Ludi Lin                      | Jon Samaniego           | José Ángel Torres               |
| Shang Tsung              | Chin Han                      | Jorge García Insúa      | Gerardo Vásquez                 |
| Bi-Han / Sub-Zero        | Joe Taslim                    | Iván de Pedro           | Irwin Daayán                    |
| Hanzo Hasashi / Scorpion | Hiroyuki Sanada               | José Escobosa           | Alfredo Gabriel Basurto         |
| Kung Lao                 | Max Huang                     | Álvaro Ramos Toajas     | Arturo Castañeda                |
| Mileena                  | Sisi Stringer                 | Diana Torres            | Betzabé Jara                    |
| Nitara                   | Mel Jarnson                   | N/A                     | N/A                             |
| Reiko                    | Nathan Jones                  | N/A                     | N/A                             |
| Kabal                    | Daniel Nelson                 | Jos Gómez               | Pepe Campa                      |
| Kabal                    | Damon Herriman (voz)          | Jos Gómez               | Pepe Campa                      |
| Goro                     | Angus Sampson (voz)           |                         | Juan Carlos Tinoco              |
| Alison Young             | Laura Brent                   |                         | Lourdes Arruti                  |
| Emily Young              | Matilda Kimber                | Claudia Caneda          | Alicia Vélez                    |
| Harumi Hasashi           | Yukiko Shinohara              | N/A                     | N/A                             |
| Satoshi "Jubei" Hasashi  | Ren Miyagawa                  | N/A                     | N/A                             |
| Hija de Hanzo Hasashi    | Mia Hall                      | N/A                     | N/A                             |
| Ramírez                  | Ian Streetz                   |                         | Abraham Vega                    |
| Referí de la MMA         | David Field                   | Rafael Azcárraga        | Paco Mauri                      |
| Piloto del avión         | Kris McQuade                  | Diana Torres            | Rebeca Patiño                   |

## Producción

### Desarrollo
En el año 1996, El actor Robin Shou confirmó que tenía contrato para tres películas de la franquicia, La producción de Threshold Entertainment junto a New Line Cinema de una tercera parte estaba inicialmente programada para comenzar a principios del año 1998, poco después del lanzamiento de Aniquilación, pero el proyecto se paro debido a la mala recepción financiera y critica de la misma y los intentos de producir una tercera película desde entonces se han quedado estancados debido a numerosas reescrituras de la trama principal en donde el guionista de la primera película Kevin Droney se vio involucrado, entre los tantos cambios del guion principal aparecieron varios rumores (el regreso de Shang Tsung como el villano a vencer junto a los personajes de Quan Chi e Shinnok), reparto (actores como Chistopher Lambert, Talissa Soto, Linden Ashby, Musetta Vander e Bridgette Wilson habían confirmado su regreso) y el equipo creativo (el director Russell Mulcahy había sido elegido como el director de la película, pero por disconformidades y retrasos fue sustituido por el director de videoclips Christopher Wingfield Morrison). Una encuesta de noviembre de 2001 en el sitio web oficial de Mortal Kombat alojada por Threshold en ese momento preguntó a los fanáticos qué personajes creían que morirían en la tercera película. Sin embargo cuando ya la película estaba lista para su realización, La destrucción de Nueva Orleans en el año 2005 por el Huracán Katrina afectó en su totalidad los lugares de rodaje previstos para la filmación de la película que en ese momento tenía como nombre Mortal Kombat: Devastation. En junio de 2009, una demanda judicial impulsada por Lawrence Kasanoff hacia Midway Games fue efectiva por incumplimiento de contratos mientras se mencionaba que se estaba preparando una tercera película y que sería como el final de la saga. Warner Bros Pictures (que se convirtió en la matriz de New Line Cinema en el 2008, después de más de una década de que ambas operaran como divisiones separadas de Time Warner) finalmente terminó comprando la mayoría de los activos de Midway Games a mediados del 2009 aprovechando la desaparición de la compañía debido a que ellos habían perdido la demanda,la venta de Midway incluyó los derechos totales de Mortal Kombat.
En 2010, el director Kevin Tancharoen lanzó un cortometraje de ocho minutos titulado Mortal Kombat: Rebirth, hecho como un lanzamiento a Warner Bros Pictures de como sería un reinicio de la franquicia de películas de Mortal Kombat bajo su visión. En septiembre de 2011, New Line Cinema y Warner Bros anunciaron que Tancharoen fue contratado para dirigir un nuevo largometraje a partir de un guion del guionista de Mortal Kombat: Rebirth, Oren Uziel, con la intención de aspirar a una calificación R. Se esperaba que el rodaje comenzara en marzo de 2012 con un presupuesto proyectado entre $40 y 50 millones y una fecha de lanzamiento de 2013. Sin embargo el proyecto finalmente se retrasó debido a restricciones presupuestarias, y Tancharoen comenzó a trabajar en la segunda temporada de la serie web Mortal Kombat: Legacy hasta que se resolvieran los problemas con la película, pero abandonó la producción cinematográfica en octubre de 2013.
James Wan firmó como productor del filme en agosto de 2015 y confirmó que la película tardara bastante en llegar pero que con el paso de los meses ofrecerá más detalles de la misma. En el mes de noviembre del 2016, Simon McQuoid fue contratado para dirigir del filme, marcando su debut como director de largometrajes y 3 días después se contrato a Greg Russo para reescribir el guion. A principios del año 2019, Greg Russo en su cuenta de Twitter confirmó que el guion de la película ya estaba listo. Y en mayo de 2019, se anunció que la película había entrado en preproducción y se rodaría en Australia del Sur, con fecha de estreno del 5 de marzo de 2021. A mediados del mes de julio del 2019, Greg Russo aclaro que la película tendría una calificación R y que los Fatalities de los juegos "finalmente estaría en la pantalla grande".
En abril de 2021, McQuoid reveló que la película estuvo "bastante cerca" de obtener una calificación NC-17 por parte de la Motion Picture Association, diciendo en su totalidad: "Lo que tuvimos que tener un poco de cuidado fue... llegar al territorio NC-17 bastante rápido. Es diferente en un videojuego cuando no se trata de seres humanos reales. Cuando llevas esto a la realidad, un conjunto diferente de cosas comienzan a suceder en tu mente y te califican de manera ligeramente diferente. había ciertas cosas en el juego que significarían que la película sería irrenunciable. Y ninguno de nosotros quería eso... Así que estábamos equilibrando esas cosas todo el tiempo. Y hay algunas cosas que verán que realmente se acercan mucho a la línea porque no queríamos que la gente dijera: 'Meh. Parecía un poco tonto'".

### Casting
El indonesio Joe Taslim fue el primer actor elegido para la producción en julio de 2019, como Bi-Han, el primer Sub-Zero. A principios del mes de agosto, Mehcad Brooks, Tadanobu Asano, Sisi Stringer y Ludi Lin fueron contratados para los papeles de Jax, Raiden, Mileena y Liu Kang, respectivamente. 16 días después, Josh Lawson, Jessica McNamee, Chin Han y Hiroyuki Sanada fueron elegidos como Kano, Sonya Blade, Shang Tsung y Scorpion y a Lewis Tan en el papel de Cole Young, un personaje original creado para la película, El 16 de septiembre de 2019, se anunció que Max Huang había sido elegido como Kung Lao. Se anunció que la doble Elissa Cadwell había sido elegida como Nitara el 11 de noviembre de 2019. sin embargo, en la película en realidad es interpretada por Mel Jarnson. Matilda Kimber fue elegida como Emily el día 4 de diciembre de 2019.

### Rodaje
La fotografía principal tuvo lugar en Adelaide Studios y otras ubicaciones en el sur de Australia, que duró desde el día 16 de septiembre al 13 de diciembre de 2019. En noviembre de 2020, Todd Garner declaró que se rodó más material para la película todo el mes de enero del 2020 y también difundió un comunicado sobre el retraso del estreno de la película debido a la pandemia de COVID-19 y que se están buscando fechas tentativas para estrenar el filme. La película se filmó con cámaras ARRI ALEXA LF y Mini LF con lentes anamórficos Panavision.

## Música
La banda sonora de la película Mortal Kombat fue compuesta por Benjamin Wallfisch. Y en marzo de 2021, el director Simon McQuoid reveló que Wallfisch comenzó a componer la música del filme antes de que lo contrataran oficialmente para el proyecto y que la película incluirá una nueva versión de la pista Techno Syndrome (que fue el tema musical clásico de las películas de 1995 y 1997) realizada por el grupo The Immortals producida por Wallfisch.

## Estreno

### Teatral y streaming
Mortal Kombat se estrenó en cines a nivel internacional, a partir del 8 de abril de 2021, y luego se estrenará en los Estados Unidos el 23 de abril de 2021, en ambos cines y en HBO Max. La película originalmente iba a ser lanzada el 5 de marzo de 2021 antes de ser trasladada al 15 de enero de 2021. En noviembre de 2020, el productor Todd Garner confirmó que la película se retrasaría hasta que se reabrieran los cines debido a la pandemia de COVID-19, antes de que finalmente se fechara para su estreno el 16 de abril. Como parte de sus planes para todas sus películas de 2021, Warner Bros. también transmitirá la película simultáneamente en el servicio HBO Max durante un período de un mes, después del cual la película se eliminará hasta el período normal de lanzamiento de medios domésticos. A fines de marzo de 2021, la película se retrasó una semana del 16 al 23 de abril.
La película está programada para estrenarse en Japón el 18 de junio de 2021, a pesar de no tener ningún juego de Mortal Kombat lanzado oficialmente en el país debido a las reglas de CERO de gore excesivo.

### Marketing
El 15 de enero de 2021, que fue cuando la película estaba programada para estrenarse inicialmente antes de que se retrasara debido a la pandemia de COVID-19, Entertainment Weekly lanzó un primer vistazo de la película, que contenía varias fotos detrás de escena. El 17 de febrero de 2021, se lanzó una serie de carteles de personajes para la película, junto con el siguiente anuncio de que el primer avance de la película se lanzaría al día siguiente. El 18 de febrero de 2021, se lanzó en línea el primer avance de la banda roja de la película. El tráiler recibió elogios de la crítica tanto de los fanáticos como de los críticos, con un elogio particular por las sangrientas secuencias de acción y la inclusión de las icónicas muertes del juego. Una escena en la que Scorpion dice su icónico eslogan "¡Ven aquí!" también fue visto como un punto culminante del tráiler. El primer tráiler de la película se había convertido en el tráiler de bandas rojas más visto hasta el lanzamiento del primer tráiler de The Suicide Squad un mes después.

## Recepción

### Taquilla
Al 25 de julio de 2021, Mortal Kombat ha recaudado $42.2 millones en los Estados Unidos y Canadá, y $41.4 millones en otros territorios, para un total mundial de $83.6 millones.
Originalmente proyectada para recaudar $10-12 millones en su fin de semana de estreno nacional, la película ganó $9 millones en 3073 salas en su primer día de estreno, aumentando las estimaciones a $ 19 millones. Luego debutó con $22.5 millones, encabezando la taquilla.
En su primer fin de semana internacional, la película ganó $10.7 millones de 17 países, siendo el mercado más grande Rusia ($6.1 millones). En su segundo fin de semana, la película recaudó $5.7 millones en 28 países.

### Crítica
En el sitio web especializado Rotten Tomatoes, la película Mortal Kombat obtuvo un porcentaje de aprobación del 55%, basada en 280 reseñas, con una calificación de 5.5/10. El consenso de los críticos del sitio dice: "Principalmente para los fanáticos del material original, pero lejos de tener fallas fatales, Mortal Kombat revive la franquicia de una manera apropiadamente violenta". El sitio web Metacritic asignó a la película un puntaje promedio ponderado de 44 sobre 100, basado en 43 críticos, lo que indica "críticas mixtas o promedio". Las audiencias encuestadas por CinemaScore le dieron a la película una calificación promedio de "B+" en una escala de A+ a F.
Alonso Duralde de TheWrap escribió: "Los espectadores interesados en la acción de las artes marciales seguramente encontrarán que el combate con efectos es mediocre, de esa manera es que las luchas cuerpo a cuerpo tienden a verse ahogadas por los efectos digitales. Es más probable que se diviertan con este último Mortal Kombat los entusiastas de Sam Raimi que pueden apreciar la comedia en géiseres exagerados de sangre falsa, que la película desata con creciente regularidad a medida que las peleas se vuelven más serias". John DeFore, de The Hollywood Reporter, dijo que la película "no era exactamente un golpe de gracia" y escribió: "Una película de la serie B que se habría beneficiado mucho de algo de ingenio en el guion y de más carisma en el reparto. No es tan convencional como la obra de Paul W.S. Anderson, pero tiene problemas que no se tuvo en 1995".
Korey Coleman y Martin Thomas de Double Toasted le dieron una crítica mixta a negativa. Ambos comentaron que el elenco carecía de simpatía y, además, encontraron que el personaje de Cole Young era un protagonista débil y poco interesante. James Marsh, del South China Morning Post, dio una crítica positiva, diciendo: "El director Simon McQuoid comprende y honra los orígenes del videojuego de la película, incluyendo líneas memorables de diálogo y movimientos de lucha característicos".
Ben Kenigsberg de The New York Times escribió, "La última adaptación del videojuego demuestra que intentar construir una trama coherente alrededor de estos personajes es una trampa mortal". Brian Lowry de CNN dio a Mortal Kombat una crítica negativa, escribiendo: "Para aquellos que estén indecisos, 'Mortal Kombat' no merece la pena ni empezarla y mucho menos acabarla". Matt Goldberg de Collider escribió, "Esta nueva adaptación de Simon McQuoid es una propuesta pesada y sin gracia que ni siquiera ofrece peleas emocionantes". Benjamin Lee en The Guardian calificó la película con 2/5, afirmando que "Un nuevo intento tonto y anticuado de transportar el clásico juego de lucha a la gran pantalla que como mucho vale para ser visionada en una noche de borrachera".

## Secuela
Con respecto a una posible continuación, el productor de la película, Todd Garner, reveló a Collider que existe la posibilidad de una película independiente centrada en Johnny Cage. El actor Joe Taslim reveló que firmó para aparecer en cuatro secuelas solamente si el reinicio es un éxito. El director Simon McQuoid declaró que está abierto a regresar para dirigir una secuela si la historia es buena. El coguionista Greg Russo le dijo a Collider que ve el reinicio como una trilogía con la primera película ambientada antes del torneo, la segunda película ambientada durante el torneo y la tercera película ambientada después del torneo.
En una entrevista después del estreno de la película, McQuoid dijo que el personaje de Johnny Cage no fue presentado en la película porque Johnny tiene una "personalidad gigante" y desequilibraría la película. Reveló que las posibles secuelas podrían explorar el material de personajes como Cage y Kitana. También expresó que le gustaría incluir más personajes femeninos.
Durante una entrevista, Jessica McNamee ha expresado interés en explorar su relación con Johnny y Cassie Cage en posibles secuelas. El actor y luchador profesional The Miz ha expresado abiertamente su interés en el papel de Johnny Cage e incluso ha recibido el apoyo del cocreador de Mortal Kombat, Ed Boon. El actor de artes marciales Scott Adkins también mostró interés en el papel de Cage.
El 14 de septiembre de 2021, Variety informó que Warner Bros. busca desarrollar otras entregas en el universo de Mortal Kombat. El 26 de enero de 2022, Warner Bros. había dado luz verde a una secuela, con Jeremy Slater listo para escribir el guion. Slater le dijo a ComicBook.com que Cage está en la secuela, pero no está seguro de cuánto estará en la película. Deadline reveló que McQuoid no volverá a dirigir la secuela debido a que está trabajando en su segundo largometraje Omega, pero más tarde en julio de 2022 indicó que McQuoid volverá a dirigir la secuela.